# Keimbahntherapie
Keimbahntherapie ist ein Verfahren, vererbte Krankheiten, die auf einem Gendefekt beruhen, bei Nachkommen eines Trägers eines defekten Gens zu heilen bzw. die Vererbung dieses Gendefekts zu verhindern. Die Idee der Keimbahntherapie ist, dass ein gentechnisch „repariertes“ Chromosom bei einer Befruchtung Bestandteil der Zygote wird und durch die anschließenden mitotischen Zellteilungen im Verlaufe der Embryonalentwicklung zum Bestandteil aller Körperzellen wird, so dass die in der Elterngeneration vorhandene Erbkrankheit bei den Nachkommen nicht mehr auftritt, auch nicht mehr vererbt werden kann, und dass das Spender-Gen im Körper des Nachkommen die normale Funktion ausüben soll.
Dazu muss im Zellkern einer lebenden Eizelle oder Spermienzelle (oder an Zellen desjenigen Gewebes, aus denen diese Keimzellen hervorgehen) auf dem Chromosom, das den Gendefekt enthält, der betreffende DNA-Abschnitt gentechnisch (mit Restriktionsenzymen) entfernt werden und an genau dieser Stelle ein gesundes Spender-Gen eingesetzt werden, und zwar ohne dass die Lebensfunktionen beeinträchtigt werden. Des Weiteren müsste es gelingen, diese Gen-Manipulation an der DNA so zu bewerkstelligen, dass keine anderen Genom-Abschnitte das Spender-Gen an unpassender Stelle ebenfalls einbauen.
Solche Eingriffe verlaufen bei niederen Organismen teilweise schon erfolgreich. In gentechnischen Laboratorien werden Experimente an Pflanzen und an Tieren durchgeführt (Tierversuche). Diese ergeben allerdings immer hohe Ausfallquoten, d. h., es entsteht ein hoher Prozentsatz an Embryonen, die wegen unbeabsichtigter Veränderungen in zuvor gesunden Teilen ihres Erbguts neu auftretende Fehlbildungen aufweisen, an denen sie häufig absterben. Bei den Überlebenden gehören die unbeabsichtigt entstandenen Veränderungen ebenfalls zu ihrem Erbgut, so dass sie auch diese über die Keimbahn an ihre Nachkommen vererben.
Die Keimbahntherapie ist nach § 5 des Embryonenschutzgesetzes von 1990 in Deutschland verboten, da es sich um eine künstliche Veränderung der Erbinformation menschlicher Keimbahnzellen handelt. Erlaubt ist nur die somatische Gentherapie, da hierbei die nur in bestimmte Gewebe des Körpers eingeschleusten Spender-Gene nicht in die Keimbahn gelangen und deshalb keine Veränderungen des Erbguts zu erwarten sind.

## Illegale Anwendung beim Menschen
2019 wurden der chinesische Biologe He Jiankui und zwei seiner Mitarbeiter zu Haftstrafen verurteilt, weil sie mehrere Kinder genetisch manipuliert hatten, um sie vor einer Infektion mit HIV zu schützen.